# 弗雷德·琼斯
弗雷德·特雷尔·琼斯（英語：Frederick Terrell Jones，1979年3月11日—），美國NBA職業籃球員，位置為控球后卫。在2004年击败了两次这一赛事的冠军得主贾森·理查德森获得NBA全明星灌篮大赛冠军。
琼斯出生在阿肯色州，在初中时候搬到了波特兰，中学期间成为Sam Barlow 高中篮球队的选手。
琼斯在他的新秀赛季并没有良好的表现，作为雷吉·米勒的替补在19次的出场只得到了场均1.2分。2007年6月29日，琼斯连同扎克·兰多夫和丹·迪考一道被送往纽约尼克斯队，以换取史蒂夫·弗朗西斯和钱宁·弗莱。